# Fresque de l'hôtel de ville de Vesoul
La fresque de l'hôtel de ville de Vesoul est une fresque monumentale réalisée en 1937 par l'artiste français Albert Decaris au sein de la mairie de Vesoul. Située dans le hall d'accueil et l'escalier d'honneur,, la fresque est classée Monuments Historiques dans la base Palissy depuis 1993.
La fresque représente le paysage de la ville de Vesoul et de ses alentours immédiats, vue depuis le sommet de La Motte. Le panorama de la fresque illustre entre autres le quartier historique mais également les quartiers adjacents. Ainsi, on peut distinguer certains bâtiments de la ville (l'hôpital Paul-Morel, le collège Gérôme, l'église Saint-Georges etc). On peut également y apercevoir les armoiries de la ville. La nature est très présente dans la fresque et est représentée à travers des cours d'eau, arbres et végétations diverses. De même, plusieurs personnages, notamment féminins, sont présents sur l'œuvre.

## Histoire
Dans les années 1930, l'administration municipale de Vesoul, qui logeait alors dans l'ancien hôtel de Salives, décide de changer de bâtiment. Les bâtiments de l'hôpital de Vesoul appelés « hôpital du Faubourg » sont alors choisis pour héberger les services municipaux. L'hôpital de la ville est transféré dans l'hôpital Paul-Morel dans les années 1930 pour laisser place à la nouvelle mairie,.
Dès 1935, d'importants travaux de restructuration sont entrepris ; le bâtiment est alors quasiment démantelé, puis reconstruit. Parmi ces travaux, il est décidé par le maire de Vesoul René Weil et ses conseillers municipers qu'une fresque monumentale décore le hall principal de la mairie ; l'annonce à lieu le 18 mars 1937 lors d'une réunion de conseil municipal. Une somme de 75 000 euros est alors réservée pour ce projet. L'artiste Albert Decaris est alors choisi pour réaliser cette peinture lequel accepta avec enthousiasme,.
Le 29 mai 1938, la nouvelle mairie est officiellement inaugurée.
En décembre 1983, la municipalité, sous l'impulsion du Cercle Philatélique Vésulien, invite Decaris à Vesoul, quarante après la réalisation de la fresque, afin de commémorer l'œuvre. Le maire de Vesoul Pierre Chantelat ainsi que plusieurs autres personnalités locales sont présentes. A l'occasion de cette rencontre, le maire de Vesoul récompense notamment Decaris du titre de Citoyen d'Honneur de la ville de Vesoul.
Le 19 juillet 1993, l'œuvre est classée Monuments Historiques au sein de la base Palissy.
En 2010, la fresque est rénovée par la restauratrice d'art Helena Astafourova.

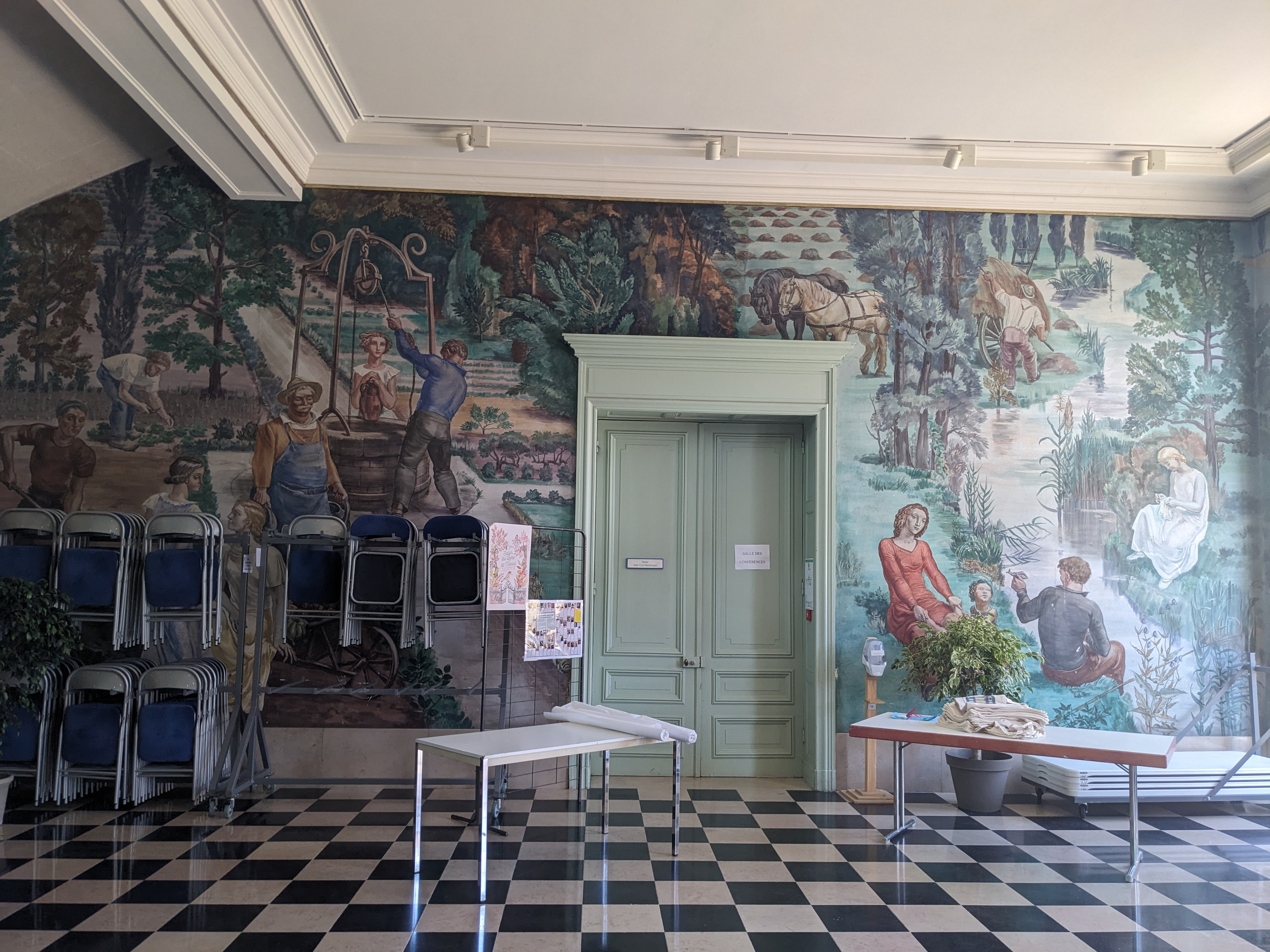
Vue du hall
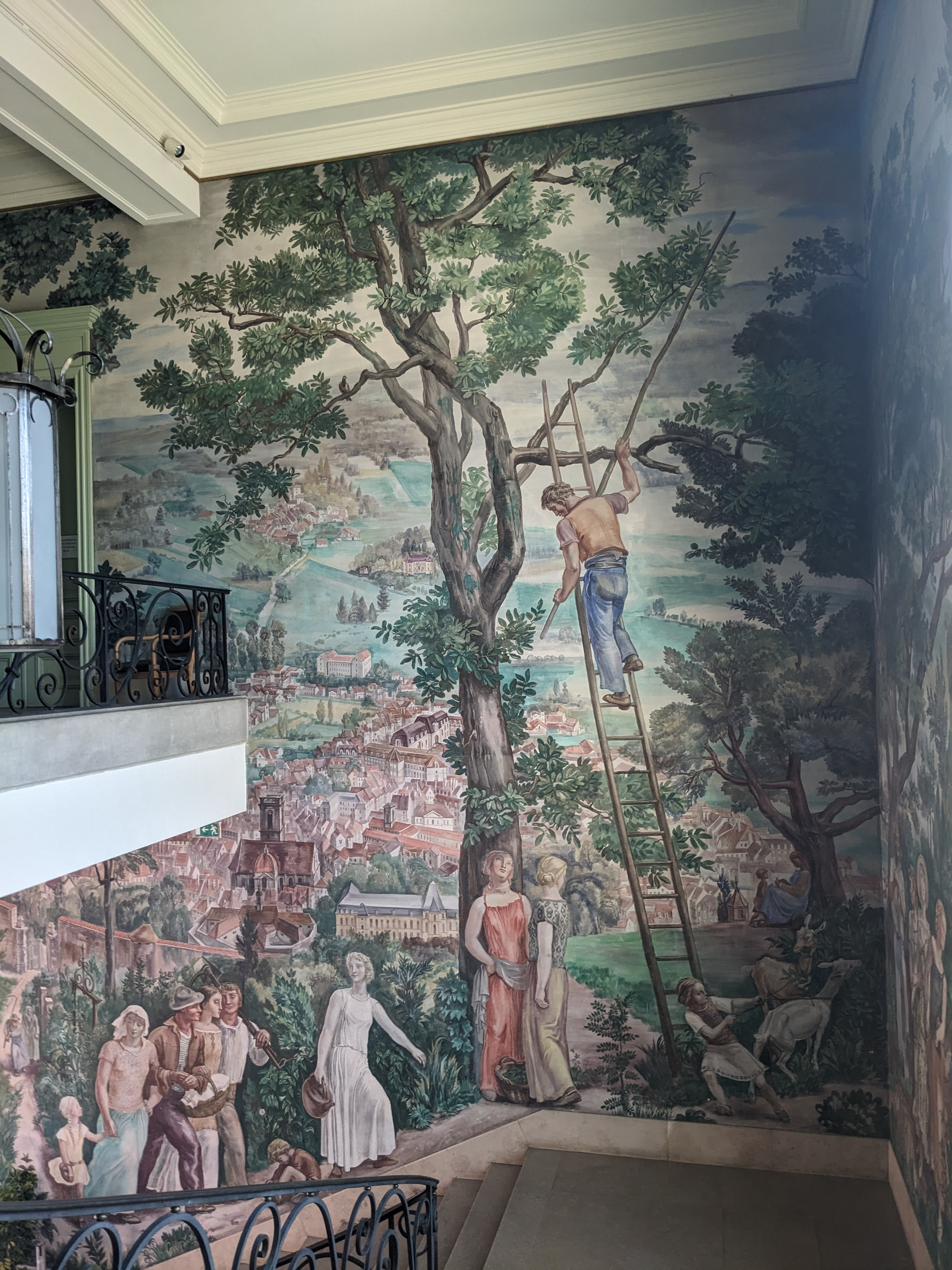
Vue de l'escalier d'honneur
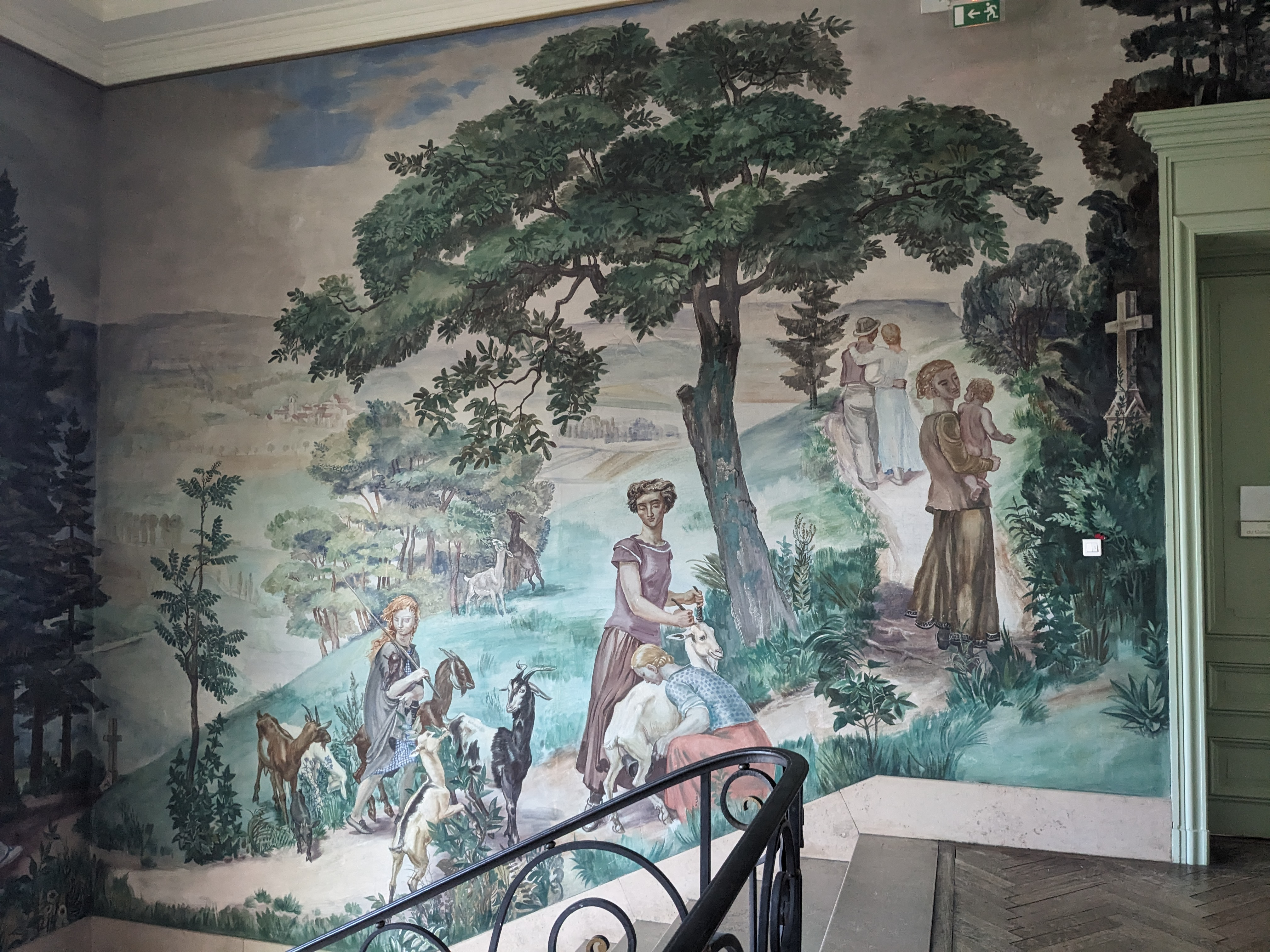
Vue depuis le premier étage
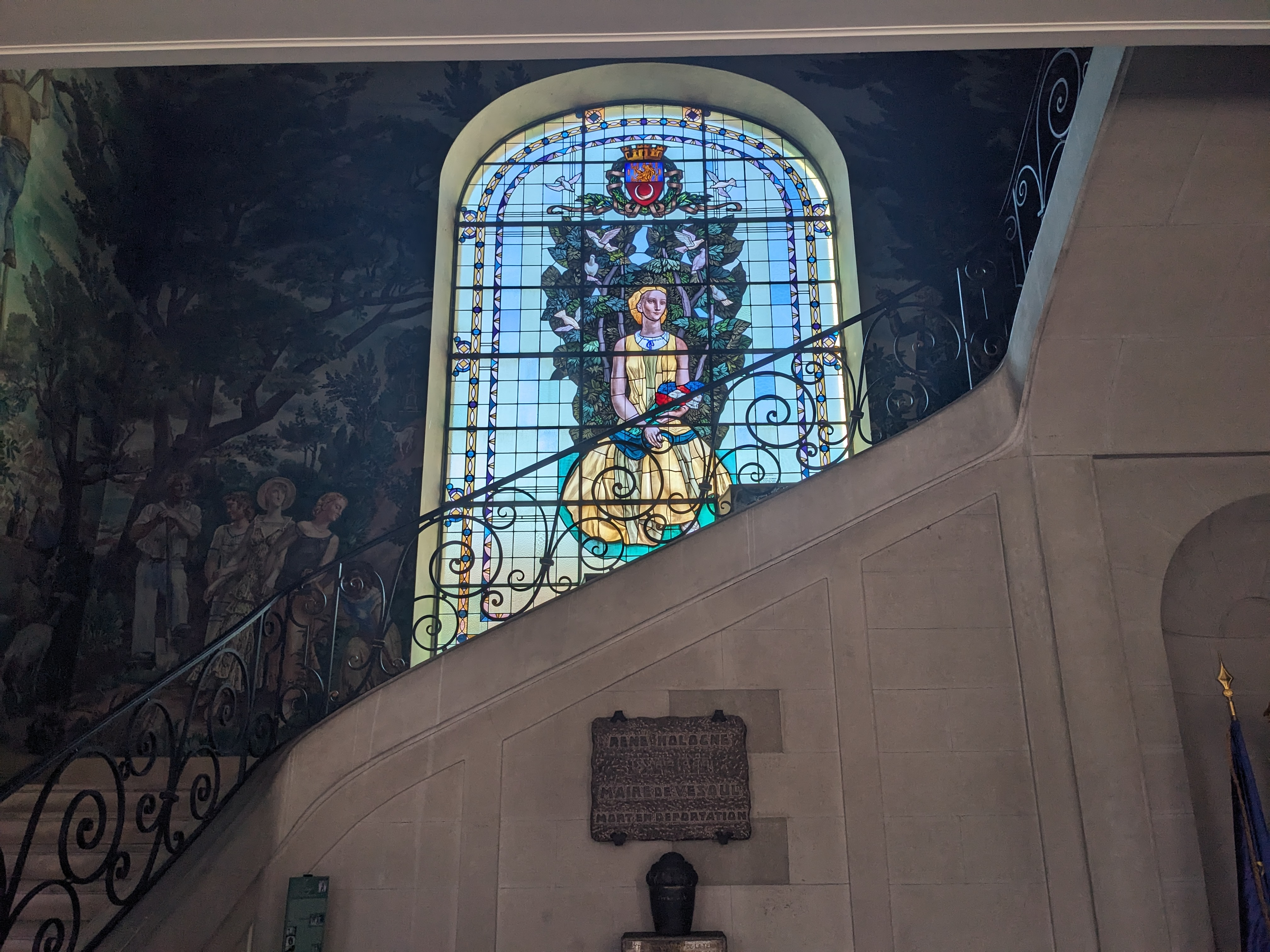
Vue de l'escalier d'honneur
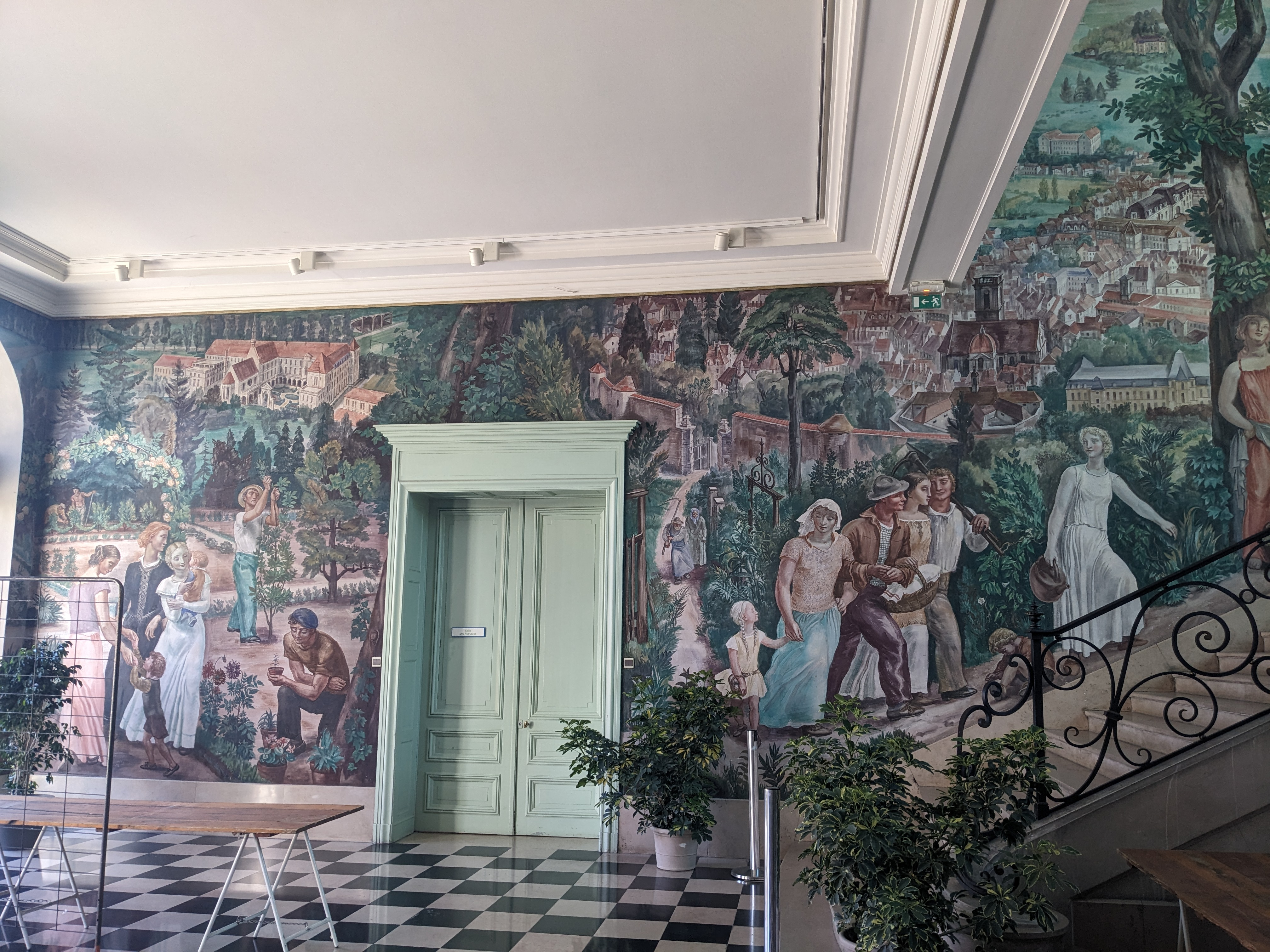
Vue du hall